# Micromus lorianus
Micromus lorianus is een insect uit de familie van de bruine gaasvliegen (Hemerobiidae), die tot de orde netvleugeligen (Neuroptera) behoort. 
Micromus lorianus is voor het eerst wetenschappelijk beschreven door Navás in 1929.